# فرودگاه باو آیلند
فرودگاه باو آیلند (به انگلیسی: Bow Island Airport) یک فرودگاه همگانی است که یک باند فرود آسفالت دارد و طول باند آن ۹۱۴ متر است. این فرودگاه در کشور کانادا قرار دارد و در ارتفاع ۸۰۳ متری از سطح دریا واقع شده‌است.